# 金容浩 (政治家)
金 容浩（キム・ヨンホ、朝鮮語: 김용호、1931年11月26日 - 2009年6月25日）は、大韓民国の政治家。第10代韓国国会議員。本貫は金海金氏。キリスト教徒。

## 経歴
日本統治時代の全羅南道光山郡に生まれた。光州師範学校（現・光州教育大学校）、東国大学校卒。東国大学校行政大学院を経て、ソウル大学校行政大学院修了。
1978年の第10代総選挙では統一主体国民会議から選出され、維新政友会の国会議員となった。そのほか、民主共和党組織部長、維政会労働対策委員長、大韓力道連盟会長・大韓オリンピック委員会常任委員、韓国キリスト教平信徒連合会事務総長、新民主共和党事務副総長・総裁特別補佐、韓国労働問題研究会理事長、民族中興会監事、新韓国党光山区地区党委員長・光州市支部長・党務委員、ハンナラ党の李会昌大統領候補光州対策委員長・国策諮問委員、自民連総裁特別補佐、第16代ハンナラ党大選職能特委政治第2分科委員長を歴任した。
持病により78歳で死去した。